# Фомин, Олег Борисович
Оле́г Бори́сович Фоми́н (род. 21 мая 1962, Тамбов, Тамбовская область, РСФСР, СССР) — советский и российский актёр и режиссёр театра, кино и телевидения, сценарист и продюсер. Заслуженный артист Российской Федерации (2025).

## Биография
Олег Борисович Фомин родился 21 мая 1962 года в городе Тамбове.
Мечтал стать актёром с детства. Ещё в школе был участником художественной самодеятельности.
После школы поступил одновременно в несколько московских театральных ВУЗов и выбрал Высшее театральное училище имени М. С. Щепкина, где учился на курсе Николая Анненкова в актёрской мастерской Юрия Соломина. В 1983 году, сразу после окончания училища, уехал в Ригу, служил в Государственном театре юного зрителя Латвийской ССР имени Ленинского комсомола в Риге, где играл главные роли у главного режиссёра Адольфа Шапиро. Режиссёр Анатолий Васильев был для него учителем.
В 1988 году Фомин сыграл роль Арлекино в криминальной драме «Меня зовут Арлекино» по мотивам пьесы Юрия Щекочихина «Ловушка 46, рост второй».
В 1992 году, когда министр культуры Латвии Раймонд Паулс распорядился реорганизовать Рижский театр юного зрителя (ТЮЗ), вследствие чего театр прекратил своё существование, артисты труппы в одночасье остались без работы. Олег Фомин принял решение уехать из Латвии. Актёр вернулся в родной город Тамбов, восстановил российскую прописку и отправился заново покорять Москву, где занялся режиссёрской деятельностью.
В Москве начинающий кинорежиссёр поставил «Милого Эпа» (1991), но фильм остался на кассетах. Плохо был принят критиками «Мытарь» (1997) по сценарию Ивана Охлобыстина с Михаилом Глузским, Александром Пороховщиковым, Юозасом Будрайтисом, Алексеем Жарковым в главных ролях.
Режиссёрский успех в кино пришёл к Олегу Фомину с телесериалом «Next» («Следующий») (2001). Как режиссёр Фомин также работал над многосерийным художественным телефильмом «КГБ в смокинге» (2005).
В 1995 году Фомин поставил антрепризный спектакль «Пещерные люди» по пьесе Уильяма Сарояна (в ролях: Татьяна Васильева, Армен Джигарханян и др.), а в 1996 году в Московском государственном театре «Ленком» — антрепризный спектакль «Нина» по пьесе Андре Руссена (в ролях: Дмитрий Харатьян, Сергей Никоненко, Елена Шанина). В 2017 году поставил спектакль «Доктор знает всё», в котором сыграл одну из ролей вместе с Алексеем Макаровым и Владимиром Фекленко.

## Личная жизнь
- Первая жена — Алиса, художница по костюмам.
- Вторая жена — Елена. В браке родился сын Данила.
- Третья жена — Мария Балым.
- Четвёртая жена — Татьяна, радиоведущая. В семье родился сын Максим (2016).[2]

## Творчество

### Актёр

#### Роли в кино
| Год  |     | Название                           | Роль                                                                                       |
| ---- | --- | ---------------------------------- | ------------------------------------------------------------------------------------------ |
| 1980 | ф   | Серебряные озёра                   | Виктор                                                                                     |
| 1984 | ф   | Почти ровесники                    | хулиган                                                                                    |
| 1988 | ф   | Меня зовут Арлекино                | Андрей Савичев («Арлекино»)                                                                |
| 1989 | ф   | Месть                              | рабочий                                                                                    |
| 1989 | ф   | Стеклянный лабиринт                | Саша Лукашов, учащийся ПТУ                                                                 |
| 1990 | ф   | Фанат 2                            | Егор Ларин («Малыш»)                                                                       |
| 1990 | ф   | Дрянь                              | Валентин Петрович Мукасей, бывший «афганец», борец с местной наркомафией                   |
| 1990 | ф   | Стервятники на дорогах             | Саша (Александр Павлович) Токарев, дальнобойщик                                            |
| 1992 | ф   | Игра всерьёз                       | Станислав Северин, участковый уполномоченный, бывший опер                                  |
| 1997 | ф   | Мытарь                             | Он, мытарь                                                                                 |
| 1997 | ф   | Странное время                     | Борис                                                                                      |
| 1997 | ф   | Убить лицедея                      | Пётр Нечаев, театральный актёр («Лицедей»), коммерсант                                     |
| 1998 | ф   | Контракт со смертью                | Геннадий Александрович (Гена Шнырь), помощник депутата Степанова, убийца жены Игнатовского |
| 2000 | с   | Марш Турецкого                     | Сергей Козлов                                                                              |
| 2000 | ф   | Спасатели. Затмение                | Шурави                                                                                     |
| 2001 | с   | Next                               | бандит Дюбель                                                                              |
| 2001 | ф   | Конференция маньяков               | Бондарь                                                                                    |
| 2001 | с   | Любовь.ru                          | Николай Щавель                                                                             |
| 2003 | с   | Чистые ключи                       | Злыдень, скульптор                                                                         |
| 2003 | с   | Next 3                             | бандит Дюбель                                                                              |
| 2004 | ф   | Весьегонская волчица               | Егор, потомственный охотник-волчатник                                                      |
| 2004 | с   | Холостяки                          | Олег Макаров                                                                               |
| 2005 | ф   | КГБ в смокинге                     | Виктор Мишин, подполковник КГБ                                                             |
| 2005 | ф   | Развод и девичья фамилия           | Сергей Литвинов, бывший муж Киры (главная роль)                                            |
| 2006 | ф   | Ужас, который всегда с тобой       | Николай Жаров, подполковник, командир подразделения спецназа                               |
| 2007 | ф   | День выборов                       | член квартета «Стоматологи»                                                                |
| 2007 | ф   | Молодой Волкодав                   | Свалтыга                                                                                   |
| 2007 | ф   | Колье для снежной бабы             | Андрей, друг Кати                                                                          |
| 2007 | ф   | Начало пути                        | отец Виталий                                                                               |
| 2007 | с   | Право на счастье                   | Загрядский                                                                                 |
| 2008 | ф   | Адмиралъ                           | Николай Константинович Подгурский, офицер                                                  |
| 2008 | ф   | Господа офицеры: Спасти императора | Андрей Васильевич Давыдов, штабс-капитан                                                   |
| 2008 | ф   | Афганский призрак                  | Харченко                                                                                   |
| 2008 | ф   | Вторжение                          | Глеб Нестеров, капитан 2-го ранга, подводник                                               |
| 2009 | ф   | Москва, я люблю тебя!              | коллега по работе (новелла «Абонент недоступен»)                                           |
| 2009 | с   | Любить и ненавидеть                | Алексей Кисанов, частный детектив                                                          |
| 2010 | ф   | Залезь на Луну                     | бизнесмен-педофил                                                                          |
| 2010 | с   | Естественный отбор                 | Игорь Скворцов («Скиф»)                                                                    |
| 2010 | с   | Классные мужики                    | Андрей Павлович Яралов, бизнесмен                                                          |
| 2011 | с   | Отдел «С.С.С.Р.»                   | Степан Ефимович Таранец, капитан отдела «С. С.С. Р.»                                       |
| 2012 | с   | Откровения. Реванш                 | Антон Разуваев                                                                             |
| 2013 | с   | Ледников                           | Василий Евгеньевич Алпатов                                                                 |
| 2013 | ф   | Курьерский особой важности         | Харламов, руководитель отдела агентурной разведки НКВД                                     |
| 2013 | с   | Истребители                        | Виктор Степанович Канищев, подполковник, командир полка                                    |
| 2013 | с   | Лютый                              | Ильич, пенсионер МВД                                                                       |
| 2014 | с   | Легавый 2                          | Анатолий Радкевич                                                                          |
| 2015 | с   | Точки опоры (8-я серия)            | Сергей Николаевич Панов / Анатолий Николаевич Панов                                        |
| 2016 | ф   | Экипаж                             | экзаменатор авиакомпании «Пегас Авиа»                                                      |
| 2016 | с   | Медсестра                          | Игорь Борисович Плечёв                                                                     |
| 2016 | с   | Новая жена                         | инструктор                                                                                 |
| 2016 | с   | Штрафник                           | майор Пеникер, начальник управления МГБ города Елецк                                       |
| 2017 | с   | Комиссарша                         | Николай Михайлович Супрун, капитан, начальник Нского отдела милиции                        |
| 2018 | ф   | Несокрушимый                       | младший лейтенант Рыков, старший военный техник                                            |
| 2019 | с   | Лютый 2                            | Ильич, пенсионер МВД                                                                       |
| 2019 | ф   | Болевой порог                      | Владимир                                                                                   |
| 2019 | с   | Капитанша 2                        | Владимир Новиков / Колымов («Колыма»)                                                      |
| 2019 | с   | Проспект Обороны                   | Александр Петрович Астахов                                                                 |
| 2019 | с   | СМЕРШ                              | Конрад фон Бютцов, майор Абвера                                                            |
| 2021 | с   | Холодные берега. Возвращение       | психиатр                                                                                   |
| 2022 | с   | Художник                           | Всеволод Николаевич Меркулов — нарком (министр) государственной безопасности СССР          |
| 2023 | кор | Неупокойник                        | отец                                                                                       |
| 2023 | с   | ГДР                                | Виктор Иванович Черных, генерал-майор КГБ СССР                                             |
| 2023 | ф   | Хозяин                             | Дмитрий Родин, подполковник ФСБ                                                            |

#### Роли в театре

##### Государственный театр юного зрителя Латвийской ССР (Рижский ТЮЗ)
- 1984 — «Снежная королева» по пьесе Евгения Шварца — Кей
- 1985 — «Том Сойер» по роману Марка Твена — Том Сойер / Бэн Роджерс
- 1985 — «Чукоккала» по произведениям Корнея Чуковского — Ванечка / Комарик / Ваня Васильчиков
- 1987 — «Вариации на тему феи Драже» по пьесе А. Д. Кутерницкого — Он

##### Другие театры
- Международный российско-французский театральный проект «Игра в жмурики» по пьесе Михаила Волохова в постановке Андрея Житинкина — Аркадий[4].

### Режиссёр
- 1991 — Милый Эп
- 1992 — Время вашей жизни
- 1997 — Мытарь
- 2000 — Спасатели. Затмение
- 2000 — Пантера
- 2001 — Next (Следующий)
- 2001 — Конференция маньяков
- 2001 — Фаталисты
- 2002 — Next 2
- 2002 — О’кей!
- 2003 — Next 3
- 2005 — КГБ в смокинге
- 2007 — День выборов
- 2007 — Молодой Волкодав[5]
- 2008 — Господа офицеры: Спасти императора[3]
- 2008 — Афганский призрак
- 2009 — Самый лучший фильм 2
- 2009 — Москва, я люблю тебя! (новелла «Абонент недоступен»)
- 2010 — Естественный отбор
- 2010 — Классные мужики
- 2013 — Ледников
- 2013 — Курьерский особой важности
- 2014 — Легавый 2
- 2014 — Новая жена
- 2016 — Штрафник
- 2017 — Вы все меня бесите
- 2017 — Операция «Мухаббат»
- 2018 — Рыжие
- 2018 — Чужая жизнь
- 2019 — СМЕРШ
- 2019 — Безсоновъ
- 2022 — Баренцево море [6]
- 2024 — Операция «Карпаты»

#### Режиссёр сюжетов «Ералаша»
- 1998 — Ералаш № 127 (сюжет «Завтрак аристократа»)
- 1998 — Ералаш № 129 (сюжет «Ураган»)
- 1999 — Ералаш № 133 (сюжет «Гав-гав шоу»)
- 2000 — Ералаш № 138 (сюжет «Арбуз»)
- 2001 — Ералаш № 143 (сюжет «Мышка»)

### Автор сценария
- 1992 — Время вашей жизни
- 2000 — Пантера
- 2013 — Курьерский особой важности

### Продюсер
- 2008 — Поцелуй не для прессы

## Призы и награды
- 1993 — главный приз конкурса «Дилетанты» «За лучшую режиссёрскую работу» на Международном фестивале актёров кино «Созвездие» — за фильм «Милый Эп»[7].
- 1997 — специальный приз и диплом «За поиск нравственных абсолютов» Минского международного кинофестиваля «Лістапад» — за фильм «Мытарь».
- 2003 — приз кинофестиваля смотра музыкальных и комедийных фильмов «Улыбнись, Россия!» в номинации «Самый зрительский фильм» — за фильм «О’кей».
- 2006 — кавалер «Ордена Миротворца» (Орден «Pax Tecum») Всемирного благотворительного альянса «Миротворец» — за весомый вклад в развитие мира[8].
- 2025 — Заслуженный артист Российской Федерации (30 мая 2025 года) — за вклад в развитие отечественной культуры и искусства, многолетнюю плодотворную деятельность[9].